# Nag Hammadi
Nag Hammadi (نجع حمادي, Nadsjʿ Ḥammādī, egyptisk-arabisk Nagʿ Ḥammādī) er en lille by med jernbanestation i Egypten, 127 km nord for Luxor.
Indbyggertallet er på omkring 30.000. De fleste er bønder. Sukker og aluminium produceres i Nag Hammadi. Det ligger et vandkraftværk på 64 MW her, ved den 330 meter lange Nag Hammadi-dæmning. Den stod færdig i 2008 og afløste da et ældre anlæg bygget 1927-30.
Byen blev verdenskendt for Nag Hammadi-teksterne som blev fundet der i december 1945.
26°03′N 32°15′Ø / 26.05°N 32.25°Ø